# Oberrotweil
Oberrotweil is een plaats in de Duitse gemeente Vogtsburg im Kaiserstuhl, deelstaat Baden-Württemberg, en telt 1234 inwoners (2006).

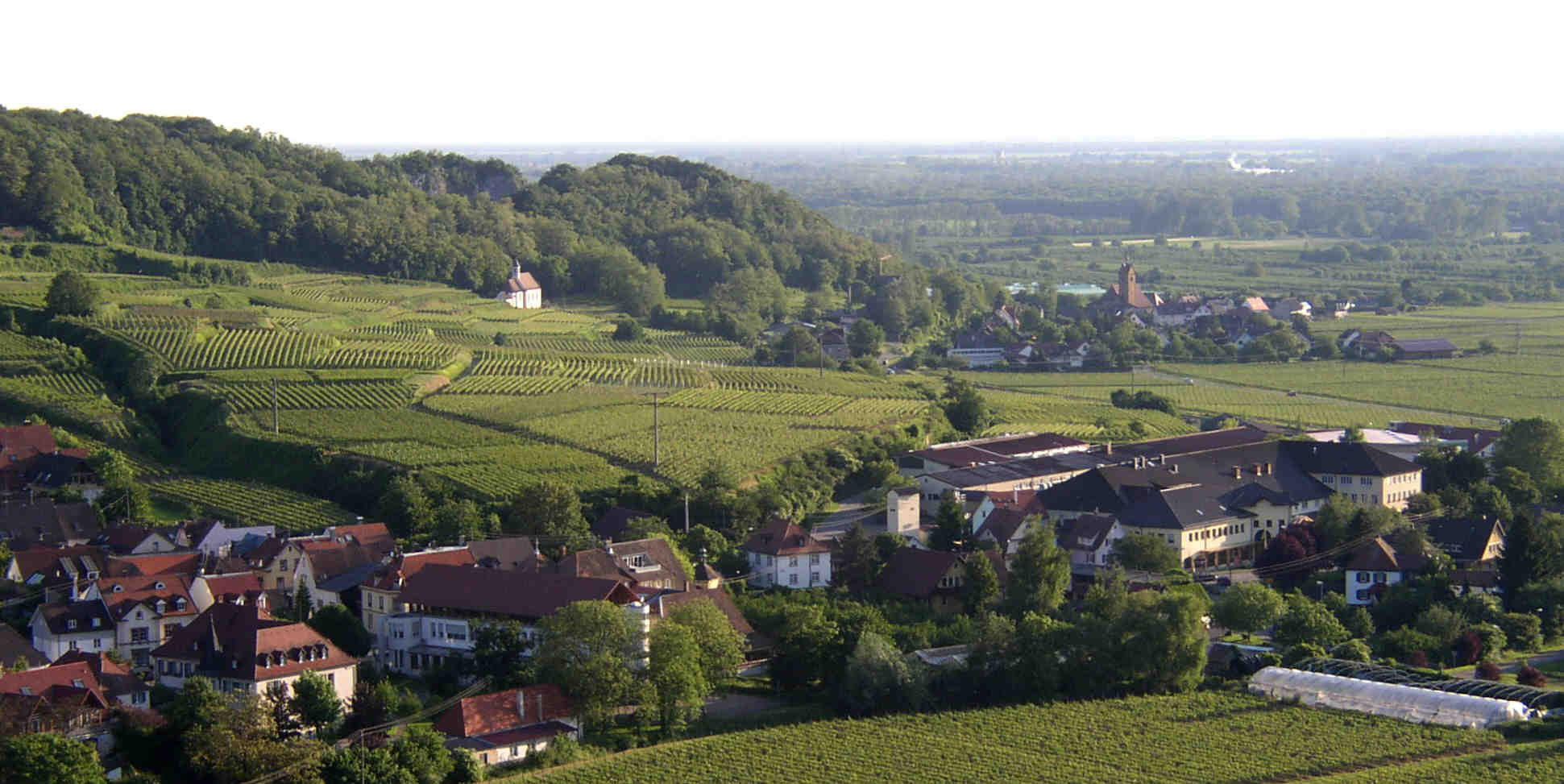
Unterdorf